# Decarthrocerus mbizi
Decarthrocerus mbizi är en skalbaggsart som beskrevs av Perkins 2009. Decarthrocerus mbizi ingår i släktet Decarthrocerus och familjen vattenbrynsbaggar. Inga underarter finns listade i Catalogue of Life.